# Калопсида
Калопсѝда (на гръцки: Καλοψίδα; на турски: Çayönü) е село в Кипър, окръг Фамагуста. Според статистическата служба на Северен Кипър през 2011 г. селото има 660 жители.
Де факто е под контрола на непризнатата Севернокипърска турска република.